# Mirko Bogataj
Mirko Bogataj, slovenski filmski, gledališki in televizijski igralec, * 1. januar 1942, Krško, † 22. december 2007 ,Ljubljana

## Življenjepis
Mirko Bogataj je bil je dolgoletni voditelj programa Radia Ljubljana in pozneje Radia Slovenija ter član glasbenega programa Radia Slovenija. Poleg iskrivosti, ki jo
je pokazal kot radijski voditelj, bo slovenski javnosti ostal v spominu tudi po filmskih in televizijskih vlogah.
Bolj kot v gledališču se je uveljavil z vlogami v filmih in televizijskih serijah. Na velikem platnu se je prvič predstavil že leta 1965 v filmu Po isti poti se ne vračaj, številni pa si ga bodo najbolj zapomnili po vlogi Popaja v filmu Sedmina (1969). Nastopil pa je še v sledečih filmih Oxygen 1970, Prestop (1980) in še v dveh filmih M. Klopčiča, Zgodba, ki je ni (1967) in Na papirnatih avionih (1967). Nastopil je tudi v televizijskih serijah Mali oglasi (1969–1970), Dekameron (1970), VOS (1971). Na Radiu Slovenija pa je Mirko Bogataj vodil številne kvize in zabavnoglasbene oddaje.